# エアフルト県
エアフルト県（Bezirk Erfurt）は、ドイツ民主共和国（東ドイツ）を構成した14の県の一つ。県都はエアフルト。

## 地理
東ドイツの最南西部に位置した県である。マクデブルク県、ゲーラ県と接していた。南部と西部は西ドイツ（当時）との国境で、バイエルン州、ヘッセン州、ニーダーザクセン州と接していた。

## 歴史
1952年、東ドイツではそれまでの州が廃止され、事実上の共産党一党独裁下で計画経済が推進されていった。そのため、東ベルリンを除く全土を14の県に分割して統治が行われた。そのうちの一つがエアフルト県であった。1990年の東西ドイツ統一にともなってエアフルト県は解体され、ドイツ連邦共和国（旧西ドイツ）の政治体制に沿うように再編された。こうして、かつてのエアフルト県はテューリンゲン州に組み込まれることになった。